# العلاقات الأرمينية التونسية
العلاقات الأرمينية التونسية هي العلاقات الثنائية التي تجمع بين أرمينيا وتونس.

## مقارنة بين البلدين
هذه مقارنة عامة ومرجعية للدولتين:
| وجه المقارنة                                              | أرمينيا                    | تونس                                       |
| --------------------------------------------------------- | -------------------------- | ------------------------------------------ |
| المساحة (كم2)                                             | 29.74 ألف                  | 163.61 ألف                                 |
| عدد السكان (نسمة)                                         | 2.93 مليون                 | 11.53 مليون                                |
| الكثافة السكانية (ن./كم²)                                 | 98.52                      | 70.47                                      |
| العاصمة                                                   | يريفان                     | تونس                                       |
| اللغة الرسمية                                             | لغة أرمنية                 | اللغة العربية                              |
| العملة                                                    | درام أرميني                | دينار تونسي                                |
| الناتج المحلي الإجمالي (بليون دولار)                      | 11.54 مليار                | 40.26 مليار                                |
| الناتج المحلي الإجمالي (تعادل القوة الشرائية) بليون دولار | 25.41 مليار                | 129.05 مليار                               |
| الناتج المحلي الإجمالي الاسمي للفرد دولار أمريكي          | 3.49 ألف                   | 3.87 ألف                                   |
| الناتج المحلي الإجمالي للفرد دولار أمريكي                 | 8.07 ألف                   | 11.44 ألف                                  |
| مؤشر التنمية البشرية                                      | 0.743                      | 0.721                                      |
| رمز المكالمات الدولي                                      | +374                       | +216                                       |
| رمز الإنترنت                                              | .am، .հայ ‏                 | .tn                                        |
| المنطقة الزمنية                                           | ت ع م+04:00، توقيت أرمينيا | ت ع م+01:00، توقيت وسط أوروبا، ت ع م+02:00 |

## منظمات دولية مشتركة
يشترك البلدان في عضوية مجموعة من المنظمات الدولية، منها:
| علم المنظمة | اسم المنظمة                               | تاريخ انضمام أرمينيا | تاريخ انضمام تونس |
| ----------- | ----------------------------------------- | -------------------- | ----------------- |
|             | يونسكو                                    | 9 يونيو 1992         | 8 نوفمبر 1956     |
|             | الفريق المعني برصد الأرض                  | ?                    | ?                 |
|             | مؤسسة التمويل الدولية                     | 18 أبريل 1995        | 25 يوليو 1962     |
|             | المركز الدولي لتسوية المنازعات الاستشارية | 16 أكتوبر 1992       | 14 أكتوبر 1966    |
|             | منظمة حظر الأسلحة الكيميائية              | ?                    | ?                 |
|             | مؤسسة التنمية الدولية                     | 25 أغسطس 1993        | 30 ديسمبر 1960    |
|             | منظمة التجارة العالمية                    | 5 فبراير 2003        | ?                 |
|             | وكالة ضمان الاستثمار متعدد الأطراف        | 5 ديسمبر 1995        | 7 يونيو 1988      |
|             | الاتحاد البريدي العالمي                   | ?                    | ?                 |
|             | الاتحاد الدولي للاتصالات                  | 30 يونيو 1992        | 14 ديسمبر 1956    |
|             | منظمة الشرطة الجنائية الدولية             | ?                    | ?                 |
|             | الأمم المتحدة                             | 2 مارس 1992          | 12 نوفمبر 1956    |
|             | البنك الدولي للإنشاء والتعمير             | 16 سبتمبر 1992       | 14 أبريل 1958     |

## وصلات خارجية
- موقع وزارة الخارجية الأرمينية
- موقع وزارة الخارجية التونسية